# Krzysiu, gdzie jesteś?
Krzysiu, gdzie jesteś? (ang. Christopher Robin) – amerykański film familijny z 2018 roku w reżyserii Marca Forstera, którego bohaterami są postacie z książek A.A. Milne’a o Kubusiu Puchatku. Dzieło to stanowi połączenie filmu aktorskiego z animację komputerową. Tytułową rolę zagrał Ewan McGregor.

## Fabuła
Film opisuje historię Krzysia, czyli Christophera Robina, który wyjeżdża do szkoły z internatem. Główny bohater żegna się z przyjaciółmi ze Stumilowego Lasu – Kubusiem Puchatkiem, Prosiaczkiem, Tygrysem, Kłapouchym, Królikiem, Sową, Kangurzycą oraz Maleństwem i wyrusza do świata dorosłych, aby rozpocząć nowe życie. Przyjaciele z dzieciństwa widzą go po raz ostatni.
Christopher (Ewan McGregor) dorósł i założył rodzinę. Mieszka w Londynie razem ze swoją małżonką Evelyn (Hayley Atwell) oraz córką Madeline. Mężczyzna pracuje całymi dniami w zakładzie, który ledwo wiąże koniec z końcem. Obiecał swojej żonie i córeczce, że wybiorą się na wymarzone wakacje, ale szef Giles (Mark Gatiss) znów każe mu zostać w pracy. Niespodziewanie odwiedza go jego najlepszy przyjaciel Kubuś Puchatek, który wraz z Prosiaczkiem i resztą przybyli ze Stumilowego Lasu do Londynu, aby przypomnieć mu magię dzieciństwa.

## Obsada
| Rola              | Aktor             | Polski dubbing      |
| ----------------- | ----------------- | ------------------- |
| Christopher Robin | Ewan McGregor     | Tomasz Kot          |
| Evelyn Robin      | Hayley Atwell     | Katarzyna Maciąg    |
| Madeline Robin    | Bronte Carmichael | Wiktoria Woźniacka  |
| Giles Winslow     | Mark Gatiss       | Tomasz Dedek        |
| Kubuś Puchatek    | Jim Cummings      | Maciej Kujawski     |
| Tygrys            | Jim Cummings      | Grzegorz Pawlak     |
| Kłapouchy         | Brad Garrett      | Mirosław Zbrojewicz |
| Prosiaczek        | Nick Mohammed     | Sebastian Perdek    |
| Królik            | Peter Capaldi     | Stefan Knothe       |
| Sowa              | Toby Jones        | Jerzy Bralczyk      |
| Maleństwo         | Sara Sheen        | Antonina Krylik     |
| Kangurzyca        | Sophie Okonedo    | Joanna Jeżewska     |
| Narrator          | John Lithgow      | Tadeusz Sznuk       |

## Produkcja

### Rozwój projektu
2 kwietnia 2015 poinformowano, że wytwórnia filmowa Walt Disney Pictures wyprodukuje film aktorski z elementami animacji komputerowej, oparty na postaciach z serii Kubuś Puchatek. Alex Ross Perry został scenarzystą, a Brigham Taylor producentem, filmu o dorosłym Christopherze Robinie, który powraca do Stumilowego Lasu, aby spędzić czas z Kubusiem i jego przyjaciółmi. W listopadzie 2016 studio Walt Disney Pictures zatrudniło Marca Forstera jako  reżysera filmu. 1 marca 2017 poinformowano, że Tom McCarthy został zatrudniony do przepisania istniejącego scenariusza.

### Zdjęcia
Zdjęcia do filmu rozpoczęto w sierpniu 2017 w Wielkiej Brytanii. Okres zdjęciowy do filmu trwał przez trzy miesiące, do 4 listopada. Większość zdjęć ze Stumilowego Lasu odbyła się w Ashdown Forest, który był inspiracją dla samego Milne’a, a także w Windsor Great Park.

## Premiera
Premiera filmu odbyła się 30 lipca 2018 w Burbank w Kalifornii. Trzy dni później, 3 sierpnia, obraz trafił do kin na terenie Stanów Zjednoczonych. W Polsce premiera filmu odbyła się 17 sierpnia 2018.
Film został odrzucony przez Chiny, którego rząd wstrzymał premierę produkcji, ponieważ od połowy 2017 roku chińscy internauci porównywali Xi Jinpinga do misia o małym rozumku.

## Odbiór

### Box office
Film zarobił niecałe sto milionów dolarów w Stanach Zjednoczonych i Kanadzie prawie drugie tyle w pozostałych państwach; łącznie 198 milionów dolarów.

### Krytyka w mediach
Film spotkał się z pozytywną reakcją krytyków – w serwisie Rotten Tomatoes 73% z 273 recenzji filmu jest pozytywne (średnia ocen wyniosła 6,2 na 10), zaś na portalu Metacritic średnia znormalizowanych ocen z 43 recenzji wyniosła 60 punktów na 100.

### Nagrody i nominacje
W 2019 roku film został nominowany do Oscara w kategorii „najlepsze efekty specjalne”.